# Bernard Guetta
Bernard Guetta (ur. 28 stycznia 1951 w Boulogne-Billancourt) – francuski dziennikarz i publicysta, specjalista w zakresie geopolityki, poseł do Parlamentu Europejskiego IX i X kadencji.

## Życiorys
Urodził się w rodzinie trockistów. Jego matka, Francine Bouria, w czasie II wojny światowej działała w ruchu oporu. Jego ojciec, socjolog Pierre Guetta, pochodził z rodziny marokańskich Żydów. Jest przyrodnim bratem muzyka Davida Guetty.
Kształcił się w Lycée Henri-IV w Paryżu. Działał w organizacji uczniowskiej CAL, w czasie maja 1968 organizował okupację swojej szkoły. Należał do trockistowskiej młodzieżówki JCR i Ligue communiste, pod koniec lat 60. zasiadał w jej komitecie centralnym. Od 1970 nie brał udziału w działalności partyjnej. Odbył studia dziennikarskie w Centre de formation des journalistes (absolwent z 1971). Jeszcze przed ukończeniem nauki podjął pracę w tygodniku „Le Nouvel Observateur”.
Od 1978 do 1990 był zatrudniony w redakcji dziennika „Le Monde”. Od 1979 pełnił funkcję korespondenta na Europę Środkową i Wschodnią. Relacjonował m.in. wydarzenia w Polsce, w tym strajki w sierpniu 1980, I Krajowy Zjazd Delegatów NSZZ „Solidarność” i wprowadzenie stanu wojennego. W 1981 został wyróżniony prestiżową nagrodą dziennikarską Prix Albert-Londres. Od 1983 pracował jako korespondent w Waszyngtonie, a od 1988 w Moskwie. Po odejściu z „Le Monde” kierował redakcjami magazynu „L’Expansion” (1991–1993) i tygodnika „Le Nouvel Observateur” (1996–1999). Przez 27 lat był też felietonistą publicznej stacji radiowej France Inter, kończąc w niej pracę w 2018.
W wyborach w 2019 z listy zorganizowanej wokół prezydenckiego ugrupowania LREM uzyskał mandat posła do Europarlamentu IX kadencji. Z powodzeniem ubiegał się o reelekcję w 2024.

## Publikacje
- 1995: Géopolitique
- 2002: L'Europe fédérale (współautor Philippe Labarde)
- 2007: Le Monde est mon métier. Le journaliste, les pouvoirs et la vérité (współautor Jean Lacouture)
- 2012: L’an I des révolutions arabes: décembre 2010 – janvier 2012
- 2014: Intime conviction. Comment je suis devenu européen
- 2017: Dans l'ivresse de l'Histoire
- 2019: L’Enquête hongroise (puis polonaise, italienne et autrichienne)